# Muscari bourgaei
Muscari bourgaei — вид квіткових рослин родини холодкових (Asparagaceae).

## Поширення
Ендемік Туреччини. Мешкає у горах на півдні і заході країни. Цвіте ранньою весною.

## Опис
Рослина заввишки до 20 см. Листя завдовжки 5–10 см з білою, центральною лінією і шириною 4–6 мм. Суцвіття до 10 см заввишки та 8 см завширшки. Квіти блакитні з білими краями.